# Emperador Hui de Han
El Emperador Hui de Han (漢恵帝), nacido como Liu Ying (劉盈), fue el segundo emperador de la Dinastía Han de China. Sin embargo, el verdadero poder lo mantuvo su madre, la Emperatriz Lü Zhi, recordada como una gobernante extremadamente cruel y despiadada. Se cuenta que Hui tuvo un carácter apacible, pero incapaz de ejercer autoridad alguna. Debido a esto, fue fácilmente manipulado por su madre y la nobleza. Tras fallecer, el emperador fue reemplazado por un títere de Lü Zhi, quien practicante asumió control de todo el Imperio.

## Reinado

### Primeros años
Liu Bang (Gaozu), fundador de la Dinastía Han, falleció el 1 de junio del 195 a. C., cuando Liu Ying tenía unos 15 años de edad. Asumió el trono imperial el 23 de junio, el mismo día del entierro de su padre. Su primera acción como emperador fue la entrega de diversos regalos para los nobles y la Corte. Sin embargo, y debido a su prematura edad, se decidió que la regencia debía de ser administrada por su madre Lu, quien asumió el título de Emperatriz viuda. Liu Ying, ahora conocido bajo el nombre de Hui, fue reconocido como mayor de edad en una ceremonia celebrada tras cumplir los 19 años.
Apenas fue elevada a Emperatriz viuda, Lü Zhi inició una conspiración contra la Consorte Qi y su hijo Liu Ruyi, quien podría reclamar el trono imperial. Primero despojó a Qi de su alta posición, la trató como una condenada (fue rapada al cero, vestida de prisionera y con grilletes) y la forzó a trabajar en un molino de arroz. Después convocó al príncipe Liu Ruyi a la capital con la pretensión de matarlo junto con su madre. Sin embargo, el canciller Zhou Chang lo protegió, diciéndole a la emperatriz que el príncipe estaba enfermo y que no podía recorrer largas distancias. Hui, temeroso de Lu Zhi, hizo todo lo posible para proteger a Ruyi. La emperatriz finalmente tuvo su oportunidad en el verano del 194 a. C., en un día en el que emperador Hui fue de caza. El emperador supuso que su madre no conspiraría contra él porque ya habían pasado varios meses sin que ocurriera nada. Cuando Hui regresó, Liu Ruyi yacía muerto. Luego hizo matar a la Concubina Qi de una forma sumamente cruel: le cortaron las extremidades, la arrancaron los ojos, le cortaron la lengua, le cortaron la nariz, le cortaron las orejas, la obligaron a beber una pócima que la dejó muda, la encerraron en una pocilga y la llamaron "cerdo humano". Unos días después, Lü llamó a Hui para que contemplara al "cerdo humano". Cuando Hui se dio cuenta de quién se trataba, rompió en llanto y quedó enfermo de la tristeza. Debido a esta experiencia traumática, el emperador empezó a beber excesivamente y se entregó a los placeres carnales, dejando de lado la administración del imperio.

### Obras y logros
Quizás la obra más importante del gobierno de Hui fue la fortificación de la capital, Chang'an. En la primavera del 194 a. C., unos 146,000 hombres y mujeres de los alrededores de la ciudad fueron enviados a ayudar en la construcción de la muralla principal, que fue completada luego de 30 días. En el sexto mes se les sumó una fuerza de 20,000 convictos y esclavos para el resto de la obra. Se utilizaron a 145,000 trabajadores más durante la última fase de la construcción, que concluyó en el 190 a. C.  El emperador celebró la ocasión con el otorgamiento general de una orden de honor a los miembros masculinos de la población. La distribución desigual de las paredes de la ciudad fue diseñada para seguir las figuras de las constelaciones de la Osa Mayor y Sagitario. Estas construcciones continúan en pie en el noroeste de la actual Sian.
Otras acciones positivas incluyen la mitigación de algunas prescripciones legales y la derogación de la prohibición impuesta durante la Dinastía Qin respecto a ciertos tipos de literatura, terminando definitivamente con la Quema de libros y sepultura de intelectuales de dicho periodo. También creó diversos santuarios para venerar a su difunto padre. En asuntos extranjeros, los Han mantuvieron una política relativamente pasiva. Varios reyes locales fueron reconocidos como monarcas independientes, aunque igualmente debían de realizar tributos hacia el emperador.
Hui falleció el 26 de septiembre del 188 a. C., a la edad de veintitrés años. Se desconoce la causa exacta de su muerte, pero parece haber sido por causas naturales. Su entierro ocurrió el 19 de octubre; se dice que la Emperatriz Lü Zhi no derramó ni una sola lágrima. La emperatriz oficial de Hui no tenía hijos, por lo que el hijo de uno de sus hermanos menores fue nombrado emperador. Este sería posteriormente conocido como Qianshao. Este sirvió nuevamente como un títere de Lü, quien lo reemplazó por otro emperador tras solo tres años de gobierno.